# A HOUSE OF LOVE
『A HOUSE OF LOVE』（ア・ハウス・オブ・ラブ）は、声優・榎本温子の2枚目のオリジナルアルバム。2004年2月11日にpurple hills recordから発売された。

## 概要
本作はシングルからの楽曲が存在しないノンタイアップアルバムとなっている。作詞は殆ど榎本自身が手掛けており、1曲目「Day After day」では作曲も担当している。2曲目の「Scorpio」の作詞は森久保祥太郎との共作で、 6曲目「Free fall」と8曲目の「愛のタマゴ」はポアロが手掛けている。

## 収録曲
1. Day After day [2:37]
作詞・作曲：榎本温子、編曲：藤岡央
2. Scorpio [4:38]
作詞：森久保祥太郎・榎本温子、作曲：森久保祥太郎、編曲：森久保祥太郎・藤岡央
3. ワンピース [4:38]
作詞：榎本温子、作曲・編曲：藤岡央
4. Chocolate [3:34]
作詞：榎本温子、作曲・編曲：藤岡央
5. Yuna type 0 -The day 3- [4:56]
作詞：榎本温子、作曲・編曲：藤岡央
6. Free fall [4:39]
作詞：伊福部崇、作曲：鷲崎健、編曲：藤岡央
7. MELODY [4:24]
作詞：榎本温子、作曲：榎本温子・藤岡央 編曲：藤岡央
8. 愛のタマゴ [4:38]
作詞：伊福部崇、作曲：鷲崎健、編曲：藤岡央
9. ここ [5:55]
作詞：榎本温子、作曲・編曲：藤岡央
10. ひまわり [4:43]
作詞・作曲：榎本温子、編曲：藤岡央